# MTV Movie Award alla miglior canzone
L'MTV Movie Award per la migliore canzone (MTV Movie Award for Best Song From a Movie) è un premio cinematografico statunitense assegnato annualmente dal 1992 al 1999 e nel 2009.

## Vincitori e candidati
I vincitori sono indicati in grassetto, a seguire gli altri candidati.
- 1992: (Everything I Do) I Do It for You cantata da Bryan Adams - Robin Hood - Principe dei ladri (Robin Hood: Prince of Thieves)
  - Addams Groove cantata da MC Hammer - La famiglia Addams (The Addams Family)
  - I Wanna Sex You Up cantata da Color Me Badd - New Jack City
  - Tears in Heaven cantata da Eric Clapton - Effetto allucinante (Rush)
  - You Could Be Mine cantata dai Guns N' Roses - Terminator 2 - Il giorno del giudizio (Terminator 2: Judgment Day)
- 1993: I Will Always Love You cantata da Whitney Houston - Guardia del corpo (The Bodyguard)
  - End of the Road cantata da Boyz II Men - Boomerang
  - It's Probably Me cantata da Sting e Eric Clapton - Arma letale 3 (Lethal Weapon 3)
  - A Whole New World cantata da Peabo Bryson e Regina Belle - Aladdin
  - Would? cantata da Alice in Chains - Singles - L'amore è un gioco (Singles)
- 1994: Will You Be There cantata da Michael Jackson - Free Willy - Un amico da salvare (Free Willy)
  - All for Love cantata da Bryan Adams e Rod Stewart - I tre moschettieri (The Three Musketeers)
  - Can't Help Falling in Love cantata da UB40 - Sliver
  - I'm Gonna Be (500 Miles) cantata da The Proclaimers - Benny & Joon
  - Streets of Philadelphia cantata da Bruce Springsteen - Philadelphia
  - When I Fall in Love cantata da Céline Dion e Clive Griffin - Insonnia d'amore (Sleepless in Seattle)
- 1995: Big Empty cantata da Stone Temple Pilots - Il corvo - The Crow (The Crow)
  - Can You Feel the Love Tonight? cantata da Elton John - Il re leone (The Lion King)
  - Girl, You'll be a Woman Soon cantata da Urge Overkill - Pulp Fiction
  - I'll Remember cantata da Madonna - 110 e lode (With Honors)
  - Regulate cantata da Warren G - Above the Rim
- 1996: Sittin' Up in My Room cantata da Brandy - Donne - Waiting to Exhale (Waiting to Exhale)
  - Kiss from a Rose cantata da Seal - Batman Forever
  - Gangsta's Paradise cantata da Coolio - Pensieri pericolosi (Dangerous Minds)
  - Exhale (Shoop Shoop) cantata da Whitney Houston - Donne - Waiting to Exhale (Waiting to Exhale)
  - Hold Me, Thrill Me, Kiss Me, Kill Me cantata da U2 - Batman Forever
- 1997: Machinehead cantata da Bush - Paura (Fear)
  - Change the World cantata da Eric Clapton e Babyface - Phenomenon
  - #1 Crush cantata da Garbage - Romeo + Giulietta di William Shakespeare (William Shakespeare's Romeo + Juliet)
  - Don't Cry for Me, Argentina cantata da Madonna - Evita
  - I Believe I Can Fly cantata da R. Kelly - Space Jam
- 1998: Men in Black cantata da Will Smith - Men in Black
  - A Song for Mama cantata da Boyz II Men - I sapori della vita (Soul Food)
  - Mouth cantata da Bush - Un lupo mannaro americano a Parigi (An American Werewolf in Paris)
  - My Heart Will Go On cantata da Céline Dion - Titanic
  - Deadweight cantata da Beck - Una vita esagerata (A Life Less Ordinary)
- 1999: I Don't Want to Miss a Thing cantata da Aerosmith - Armageddon - Giudizio finale (Armageddon)
  - Are You That Somebody? cantata da Aaliyah - Il dottor Dolittle (Doctor Dolittle)
  - Iris cantata da Goo Goo Dolls - City of Angels - La città degli angeli (City of Angels)
  - Nice Guys Finish Last cantata da Green Day - Varsity Blues
  - Can I Get a... cantata da Jay-Z - Rush Hour
- 2009: The Climb (Miley Cyrus) cantata da Miley Cyrus - Hannah Montana: The Movie
  - Jai Ho cantata da A. R. Rahman - The Millionaire (Slumdog Millionaire)
  - The Wrestler cantata da Bruce Springsteen - The Wrestler
  - Decode cantata dai Paramore - Twilight